# 精華町
精華町（せいかちょう）は、京都府の南部に位置する町。相楽郡に属する。京都府内の町では最多の人口を有する。

## 概要

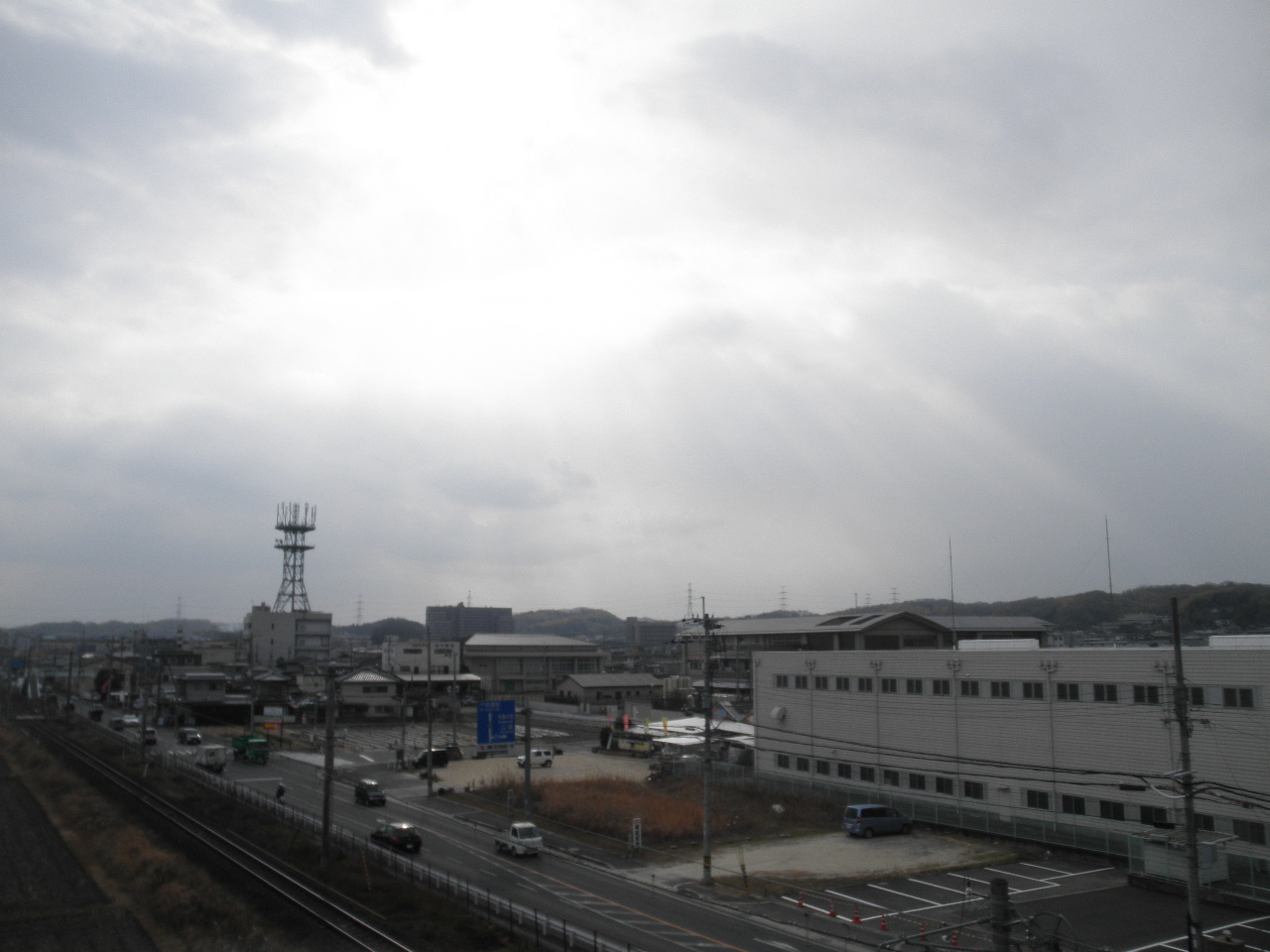
精華町の中心部

関西文化学術研究都市の地理的な中心であり、国立国会図書館関西館、ATRなどがある。エビイモ、万願寺とうがらし、イチゴが特産。もともと京田辺市、木津町、精華町の関西文化学術研究都市3市町の合併で10万人の新市になるよう住民投票する予定で京田辺市長も賛成だったが、木津町、精華町の両町長の反対により実現しなかった。

### 地名の由来
町名の「精華」は、1890年（明治23年）10月30日に発布された教育勅語の「国体の精華」（日本の国の最も美しい美点）という一節からとられたものである。

## 地理

### 位置
西の京阪奈丘陵と東の木津川に挟まれ南北に延びる地帯であり、府の南端を占め東側は木津川市・北側は京田辺市・西側は生駒市・南側は奈良市に接している。
奈良県の県境に位置する町であり、大阪府には接していないが京田辺市・生駒市を介して僅か2km先に枚方市・交野市域がある。
東側は木津川沿いの農業地帯、南部と西部は丘陵地にある住宅地である。

### 地形

#### 山地
主な山
- 嶽山 - 標高259.5m。精華町の最高峰。

#### 河川
主な川
木津川

### 気候
- 1年中を通じて温暖な気候であるが、盆地性の気候のため夏は暑く冬は寒い[2][3][4][5]。

### 地域

#### 学研都市
- 関西文化学術研究都市
  - 関西文化学術研究都市精華・西木津地区

#### ニュータウン
- 平城・相楽ニュータウン

#### 町名
| 町名     | 郵便番号 | 町名   | 郵便番号 | 町名     | 郵便番号 |
| -------- | -------- | ------ | -------- | -------- | -------- |
| 乾谷     | 619-0233 | 下狛   | 619-0245 | 菱田     | 619-0246 |
| 植田     | 619-0236 | 菅井   | 619-0242 | 祝園     | 619-0241 |
| 北稲八間 | 619-0244 | 精華台 | 619-0238 | 祝園西   | 619-0240 |
| 桜が丘   | 619-0232 | 光台   | 619-0237 | 南稲八妻 | 619-0243 |
| 柘榴     | 619-0234 | 東畑   | 619-0235 | 山田     | 619-0231 |

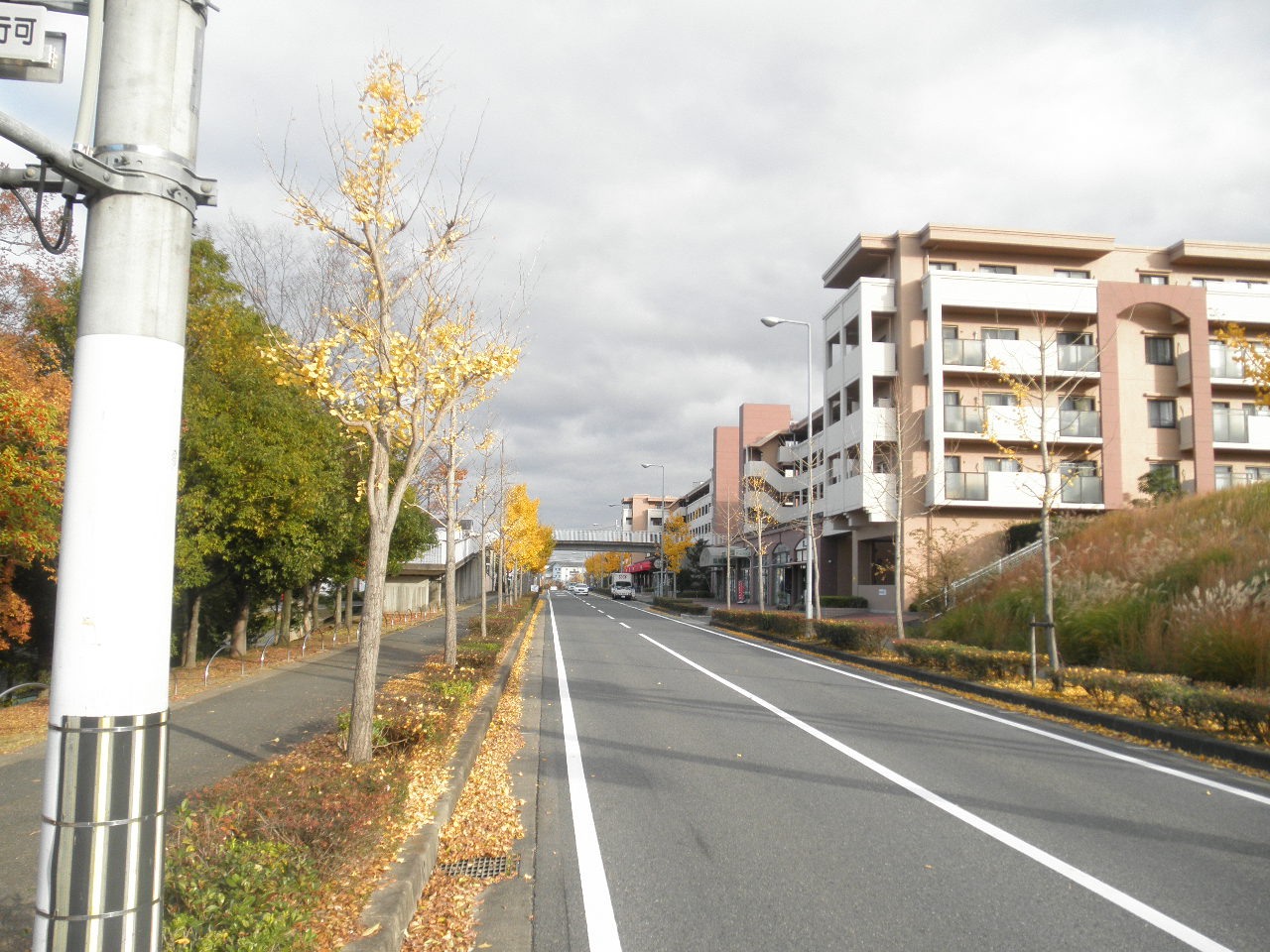
開発された丘陵 （桜が丘2丁目）
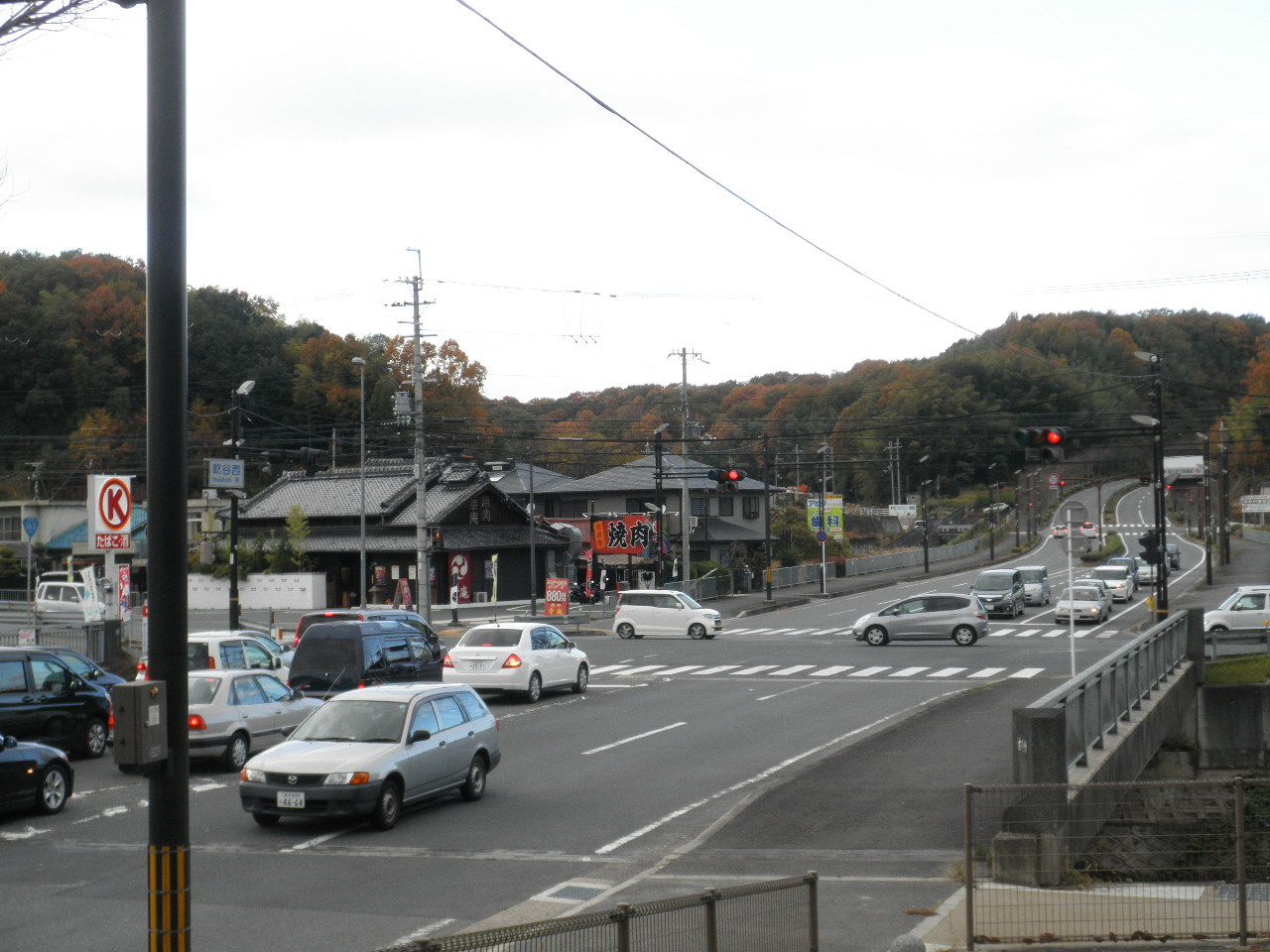
ニュータウンを結ぶ奈良県道・京都府道52号奈良精華線 乾谷で撮影

### 人口
町制施行後初めて行った1955年10月1日の国勢調査では9,452人であった。
1960年10月1日の国勢調査では9,372人とやや減少したが、以降は増え続ける。
90年代には関西文化学術研究都市として、また、大阪市や京都市、奈良市などへのベッドタウンとして、丘陵が宅地開発されてきたことから人口が流入し、1995年4月1日に22,329人と2万人を超え、2002年4月1日に31,262人と3万人を超えた。
また、平成17年実施国勢調査速報値によると、人口増加率は29.9%と全国の他の市町村を大きく引き離して1位である（平成17年度に34540人）。
特に1995年から2005年までの人口が急激に増加している。
平成22年国勢調査より前回調査からの人口増減をみると、4.08％増の35,633人であり、増減率は府下26市町村中3位、36行政区域中4位。
| |                                        |  |
| 精華町と全国の年齢別人口分布（2005年） | 精華町の年齢・男女別人口分布（2005年） |  |
| ■紫色 ― 精華町 ■緑色 ― 日本全国 | ■青色 ― 男性 ■赤色 ― 女性              |  |
| 精華町（に相当する地域）の人口の推移 \| 1970年（昭和45年） \| 10,929人 \| \| \| 1975年（昭和50年） \| 13,894人 \| \| \| 1980年（昭和55年） \| 15,334人 \| \| \| 1985年（昭和60年） \| 16,095人 \| \| \| 1990年（平成2年） \| 17,519人 \| \| \| 1995年（平成7年） \| 22,691人 \| \| \| 2000年（平成12年） \| 26,357人 \| \| \| 2005年（平成17年） \| 34,236人 \| \| \| 2010年（平成22年） \| 35,630人 \| \| \| 2015年（平成27年） \| 36,376人 \| \| \| 2020年（令和2年） \| 36,198人 \| \| |                                        |  |
| 総務省統計局 国勢調査より |                                        |  |
| 1970年（昭和45年） | 10,929人                               |  |
| 1975年（昭和50年） | 13,894人                               |  |
| 1980年（昭和55年） | 15,334人                               |  |
| 1985年（昭和60年） | 16,095人                               |  |
| 1990年（平成2年） | 17,519人                               |  |
| 1995年（平成7年） | 22,691人                               |  |
| 2000年（平成12年） | 26,357人                               |  |
| 2005年（平成17年） | 34,236人                               |  |
| 2010年（平成22年） | 35,630人                               |  |
| 2015年（平成27年） | 36,376人                               |  |
| 2020年（令和2年） | 36,198人                               |  |

### 隣接自治体
京都府
- 京田辺市
- 木津川市

奈良県
- 奈良市
- 生駒市

## 歴史

### 近代
明治
- 1889年（明治22年）4月1日 - 市制町村制の施行により、現在の精華町の区域に旧来からあった村が再編成されて、狛田村・祝園村・稲田村・山田荘村発足

### 近現代
戦後昭和の大合併により、相楽郡でも合併が検討された。
1949年2月、京都府自治制度調査委員会によって出された町村合併の試案によると、相楽郡の合併の組み合わせはいずれも新制中学校の区域に基づいたものであった。
相楽郡北西部では精華中学校の区域である川西村・山田荘村・相楽村の3村の合併が検討された。
最終的に相楽村は木津町との合併を決定し、川西村・山田荘村の2村合併となったが、ともに精華中学校を運営している仲間の村々ということが強く意識され、1951年4月、精華中学校の名を由来とする精華村が誕生することとなった。（精華中学校の名称は戦前の精華高等小学校に由来している。
精華高等小学校の「精華」は、1890年（明治23年）10月30日に発布された教育勅語の「国体の精華」（日本の国の最も美しい美点）という一節からとられたものである。詳細は精華町立精華中学校を参照。）
1951年の合併の際に町制施行の希望があったが、合併が短時日のうちに進められたことにより実現されなかった。
その後も風水害の復旧工事などもあり、町制施行は見送られたが、1953年に町村合併促進法が出され、精華村は町制施行の機運をより高めた。
1954年7月、新町村建設計画に基づく町制実施の基本方針が立てられることになり、翌1955年2月10日に区長会で町制実施の計画が明確に出され、2月23日には村議会全会一致で可決、町制施行促進委員会が設けられ、府会の議決を経て、4月1日に町制施行し、現在に至る。
昭和
- 1931年（昭和6年）10月1日 - 狛田村・祝園村・稲田村の3村が合併して川西村成立。
- 1951年（昭和26年）4月1日 - 山田荘村と川西村が合併して、精華村成立[8]。
- 1955年（昭和30年）4月1日 - 町制施行。人口9452人（1955年国勢調査）
- 1968年（昭和43年） - 「こどもを守る町」を宣言する。[9]
- 1971年（昭和46年）10月 - 町章を制定する。[10]
- 1977年（昭和52年）1月20日 - 電話市外局番を077484から07749-4へ変更（山田、柘榴、乾谷は07747で変更なし）
- 1987年（昭和62年）12月 - 精華町非核・平和都市宣言を宣言する。[9]

### 現代
平成
- 1995年（平成7年）1月1日 - 電話市外局番を0774へ統一。
- 2012年（平成24年）7月10日 - 京都府内で初めて、全小中学校にドライミストの発生装置を取り付けた[11]。

## 行政

### 町長
- 町長：杉浦正省（2019年10月24日就任、2期目）

## 政治

### 町議会
- 精華町議会　定数：18人[12]

### 衆議院
- 任期：2021年（令和3年）10月31日 - 2025年（令和7年）10月30日（「第49回衆議院議員総選挙」参照）

| 選挙区                                                                            | 議員名   | 党派名     | 当選回数 | 備考   |
| --------------------------------------------------------------------------------- | -------- | ---------- | -------- | ------ |
| 京都府第6区（宇治市、城陽市、八幡市、京田辺市、木津川市、久世郡、綴喜郡、相楽郡） | 山井和則 | 立憲民主党 | 8        | 選挙区 |

## 国家機関

### 防衛省
自衛隊
- 陸上自衛隊 祝園分屯地

## 施設

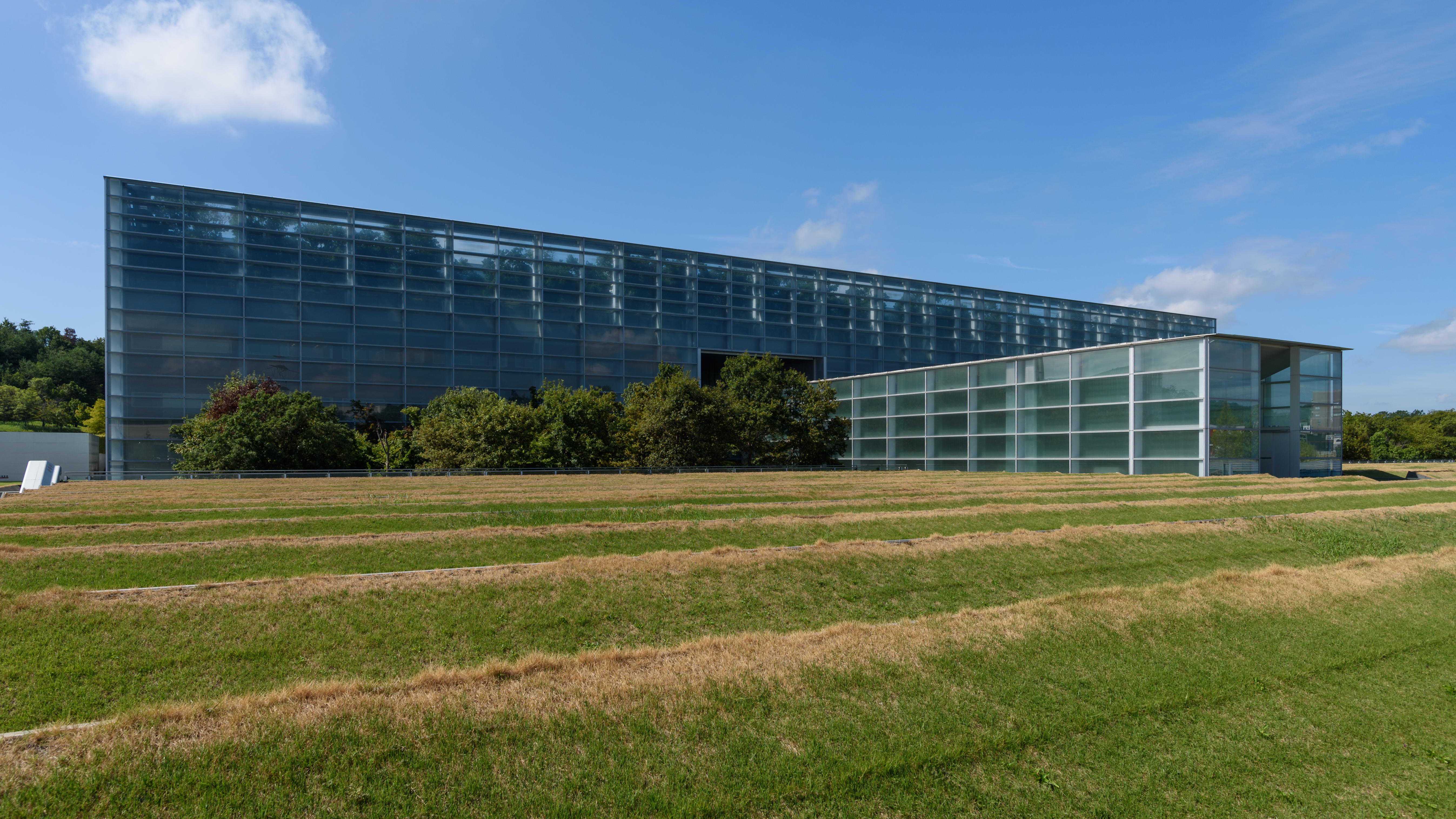
国立国会図書館関西館

### 警察
- 木津警察署（本署は木津川市）
  - 祝園交番[13]（精華町北稲八間甲斐ノ元15-3）
  - 光台交番[13]（精華町光台7丁目1-6）

### 消防
本部
- 精華町消防本部

消防署
- 精華町消防署（精華町大字北稲八間小字寄田長31番地）

### 医療
主な病院
- 精華町国民健康保険病院[14]
- 学研都市病院[15]

### 郵便局
主な郵便局
- 精華郵便局

### 図書館
- 国立国会図書館関西館
- 精華町立図書館

### 文化施設
- 精華町コミュニティーホール
- コミュニティセンター（むくのきセンター内）

### 運動施設
- 精華町立総合体育館（むくのきセンター内）

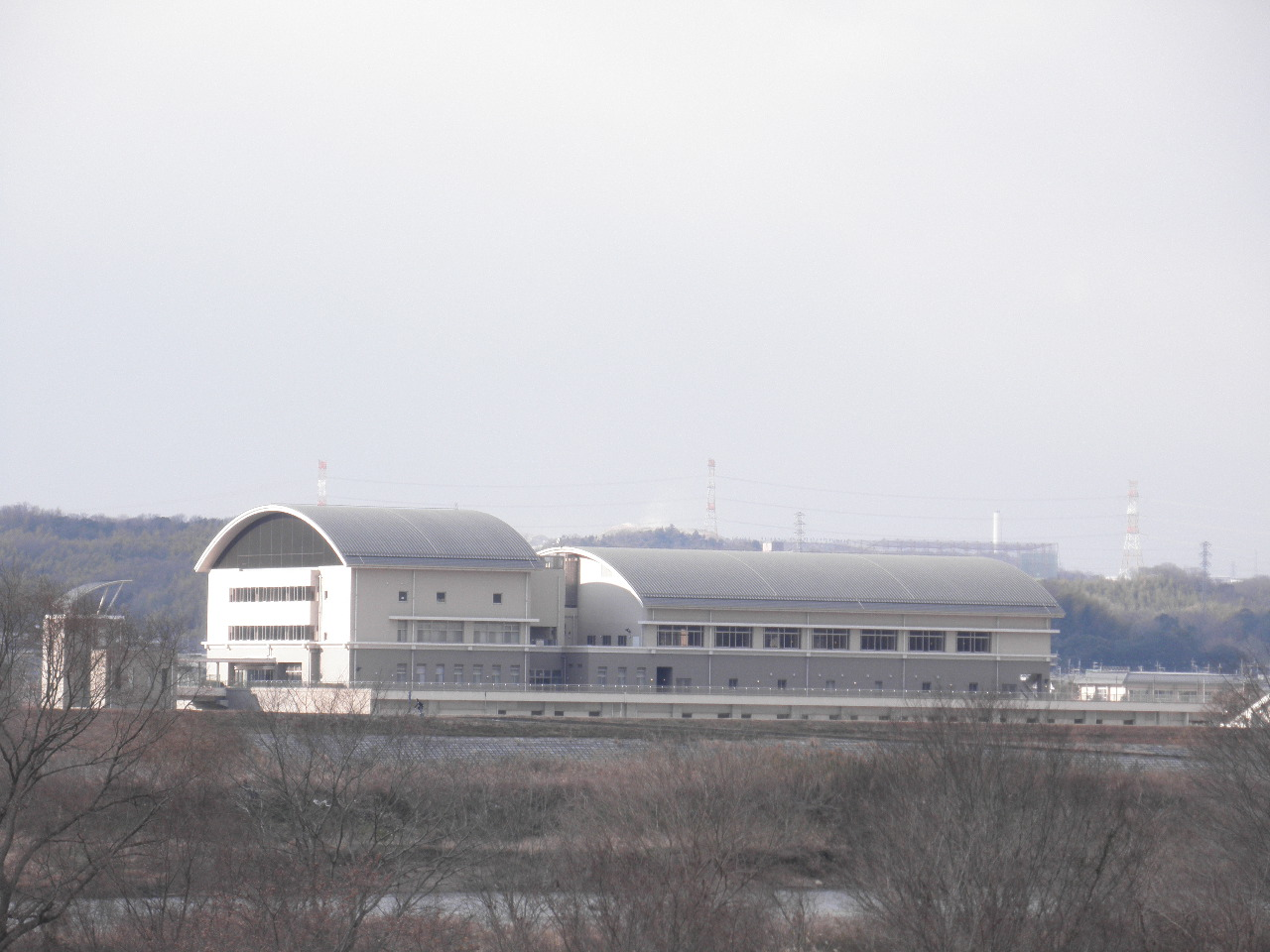
精華町立総合体育館

## 対外関係

### 姉妹都市・提携都市

#### 海外
姉妹都市
- ノーマン市（アメリカ合衆国 オクラホマ州）
  - 2000年（平成12年）10月 - 友好都市宣言調印
  - 2005年（平成17年）9月 - 姉妹都市提携締結

### 国際交流
Cross-cultural
- クロスカルチュラル・プロジェクト　（XCP　XCP1）, せいかグローバルネットワーク
  - 精華町にはATRをはじめとする国際的な研究所も多く、また、関西文化学術研究都市の中心地区という性格から、国際的な交流を希望する住民も多い。将来的に、外国人が数多く滞在する国際的・文化学術研究都市・交流を目指す動きについて展望する。

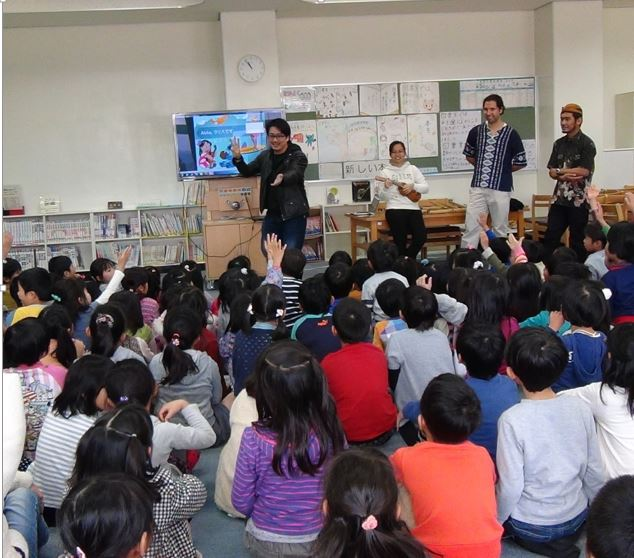
クロスカルチュラル・プロジェクト

## 経済

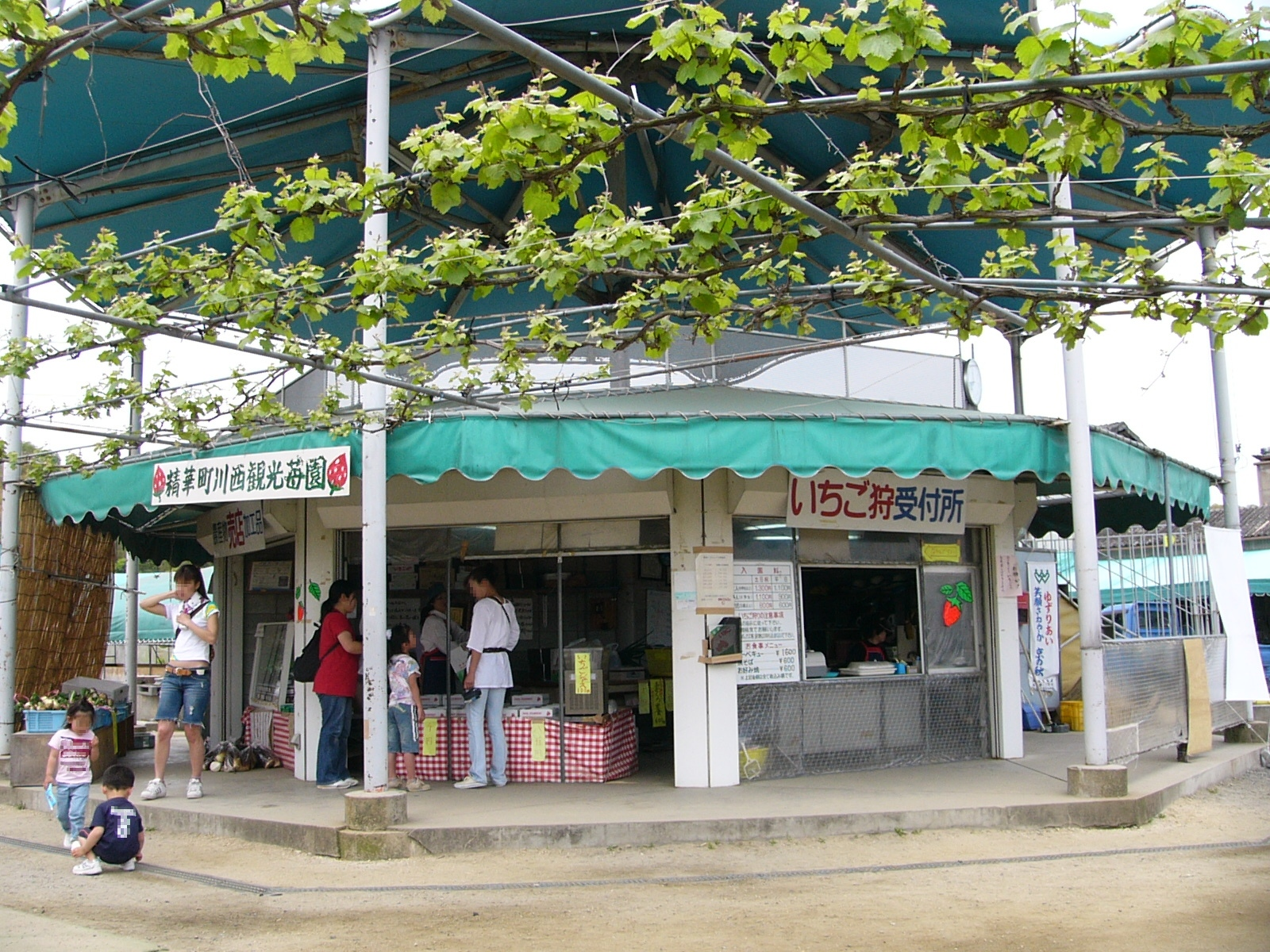
川西観光苺園

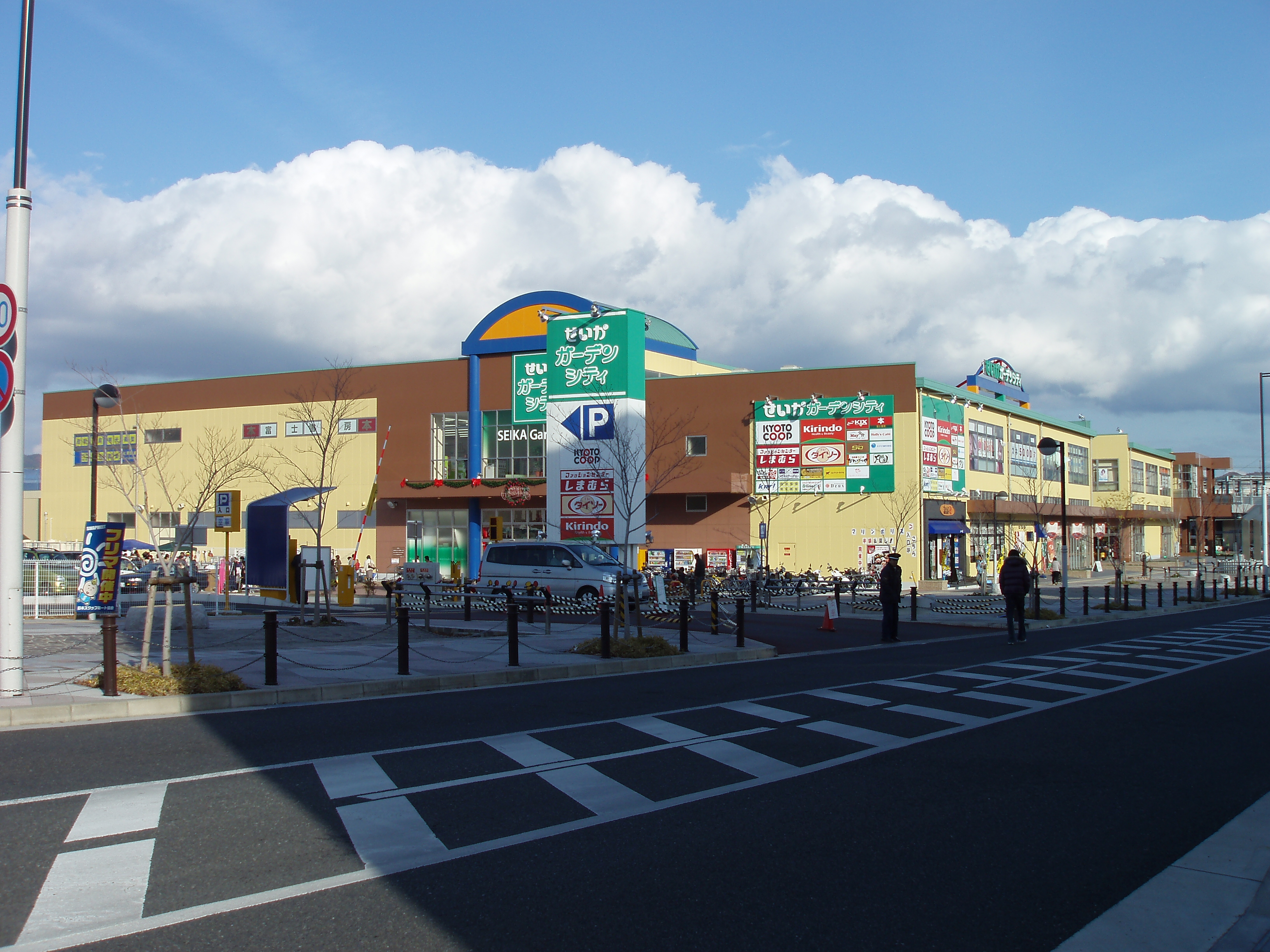
せいかガーデンシティ

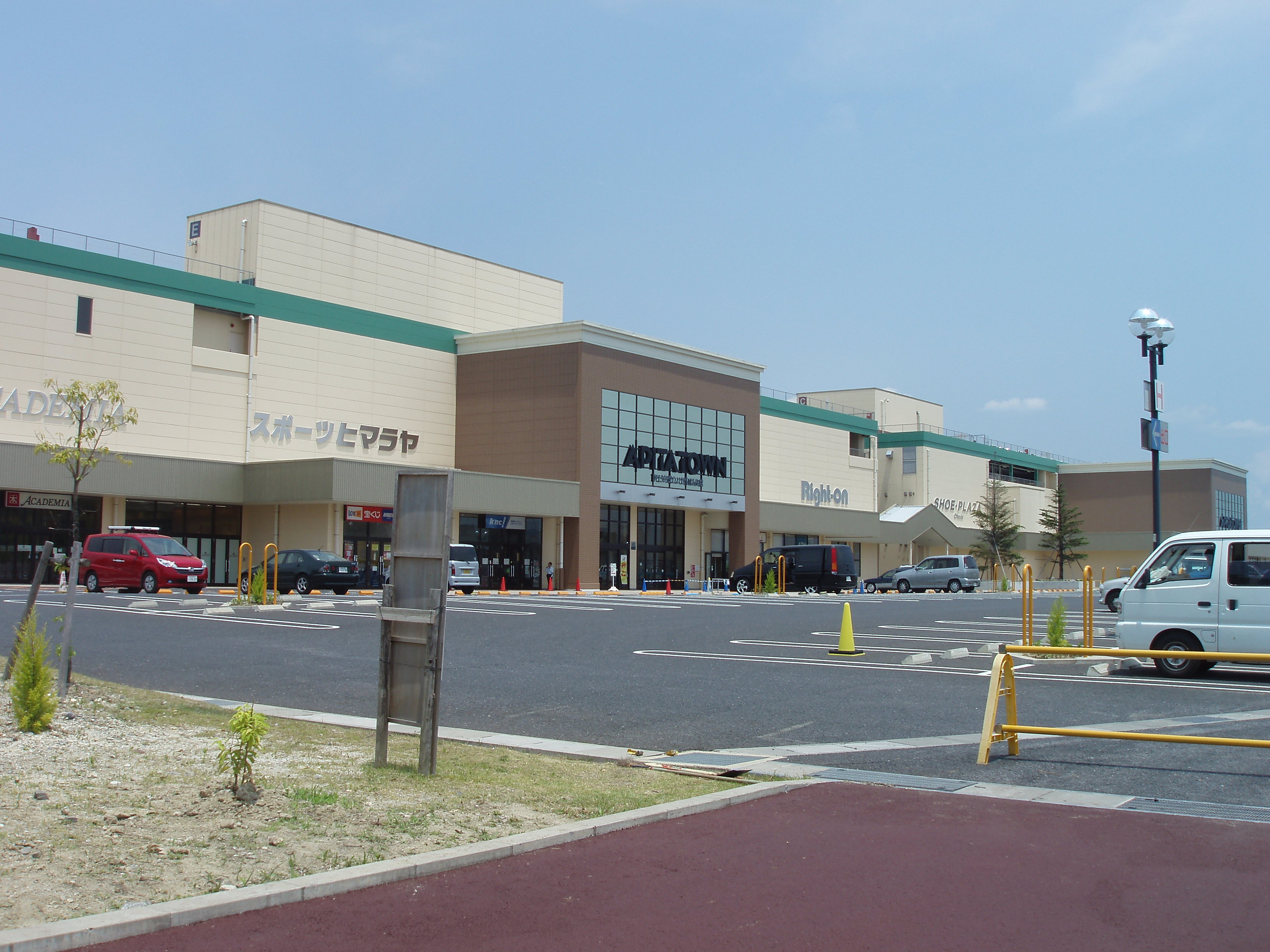
アピタタウンけいはんな

産業人口
| 区分      | 調査年                       | 産業人口 | 比率   |
| --------- | ---------------------------- | -------- | ------ |
| 第1次産業 | 2005年10月1日 第18回国勢調査 | 490人    | 3.14%  |
| 第2次産業 | 2005年10月1日 第18回国勢調査 | 3,487人  | 22.35% |
| 第3次産業 | 2005年10月1日 第18回国勢調査 | 11,365人 | 72.85% |

### 第一次産業

#### 農業
- イチゴが特産である。

### 第二次産業

#### 工業
主な工場・研究開発施設
- 国際電気通信基礎技術研究所 (ATR)
- NTT 先端技術総合研究所 コミュニケーション科学基礎研究所 京阪奈地区 （NTT京阪奈ビル）
- パナソニック 先端技術研究所
- 独立行政法人情報通信研究機構 (NICT) けいはんな研究所
- 京セラ けいはんなリサーチセンター（2019年4月1日に中央研究所から名称変更[16]）
- 島津製作所 基盤技術研究所（けいはんな）
- サントリー ワールドリサーチセンター
- 大幸薬品 京都工場・研究開発センター
- ニデック　ニデックけいはんなテクノロジーセンター・システム生産開発センター
- 京都府農林水産技術センター生物資源研究センター

### 第三次産業

#### 商業
主な商業施設
- せいかガーデンシティ
- アピタタウンけいはんな（2005年（平成17年）11月3日にユータウンけいはんなとして開店[17]）
- ビエラタウンけいはんな

### 精華町に拠点を置く企業
本社を置く企業
- KCN京都
- アクティブリンク
- タカコ
- サイレックス・テクノロジー
- タイムドメイン
- けいはんな - けいはんな学研都市の施設である”けいはんなプラザ”の運営、各種イベントプロデュース等。

商業施設・研究開発施設以外の事業所を町内に置く企業
- 株式会社モリシタ京都精華工場

## 情報・通信

### マスメディア

#### 放送局
ケーブルテレビ
- KCN京都

### 集配郵便局
- 全域が木津川市の山城木津郵便局管轄。

### 市外局番
- 1994年12月31日までは北中部が07749、南部が07747に分かれていたが、宇治MA全域が0774へ統一された。

#### 精華町で使われる市内局番一覧
- NTT西日本
  - 精華収用局
    - 93（0 - 4千台）、94（2 - 5、9千台）、95、98

  - 山城木津収用局
    - 71、72、73、74（2千台のみ）、75

  - ひかり電話（収用局によらない）
    - 34、39（0 - 5、7、8千台）、46（8 - 9台）、58（1、6千台）、66、74（2以外）、79、94（0 - 1、6千台）、99（1・3・5千台）
- オプテージ
  - 26、27、29、90。
- NTTコミュニケーションズ
  - 30。
- KDDI
  - 51、59、67、70、77、87。
- ソフトバンクテレコム
  - 80、81、83、84、85、89。
- 楽天モバイル
  - 69。

## 生活基盤

### ライフライン

#### 処理施設
- 打越台環境センター（2019年3月31日廃止）

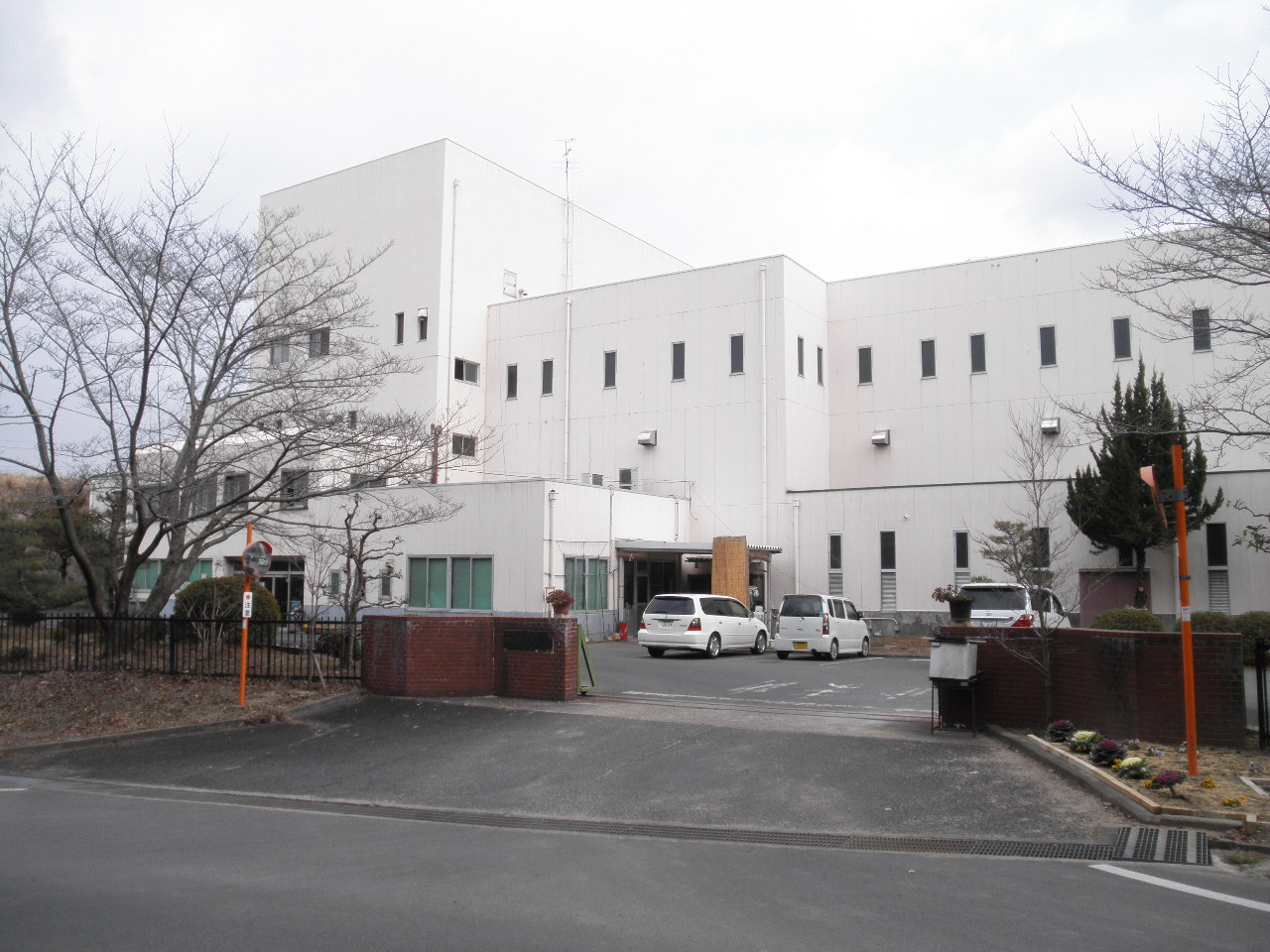
打越台環境センター

- - 現在は隣の木津川市の鹿背山にある木津川市環境センターへ。

## 教育

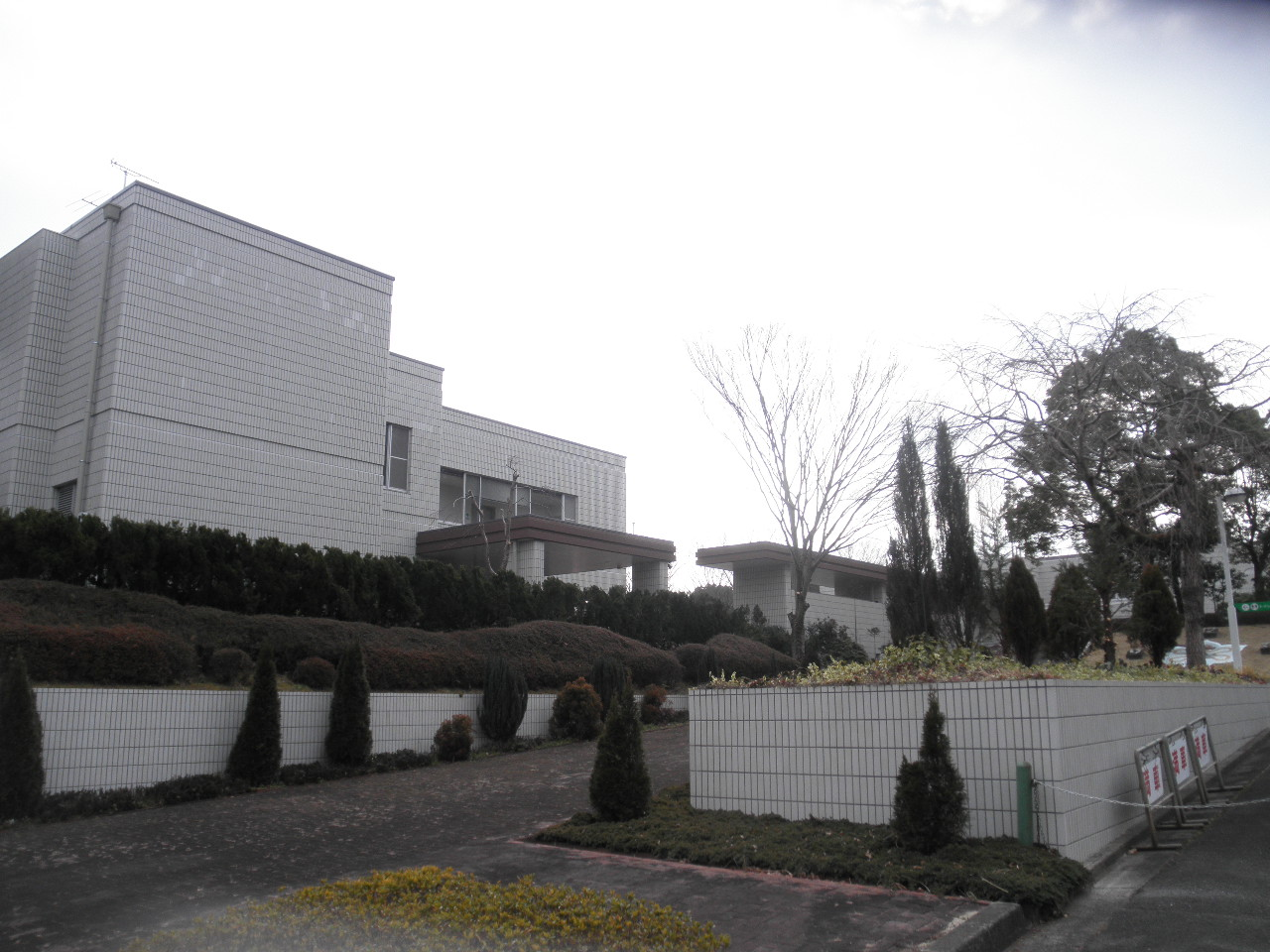
京都府立大学 精華キャンパス

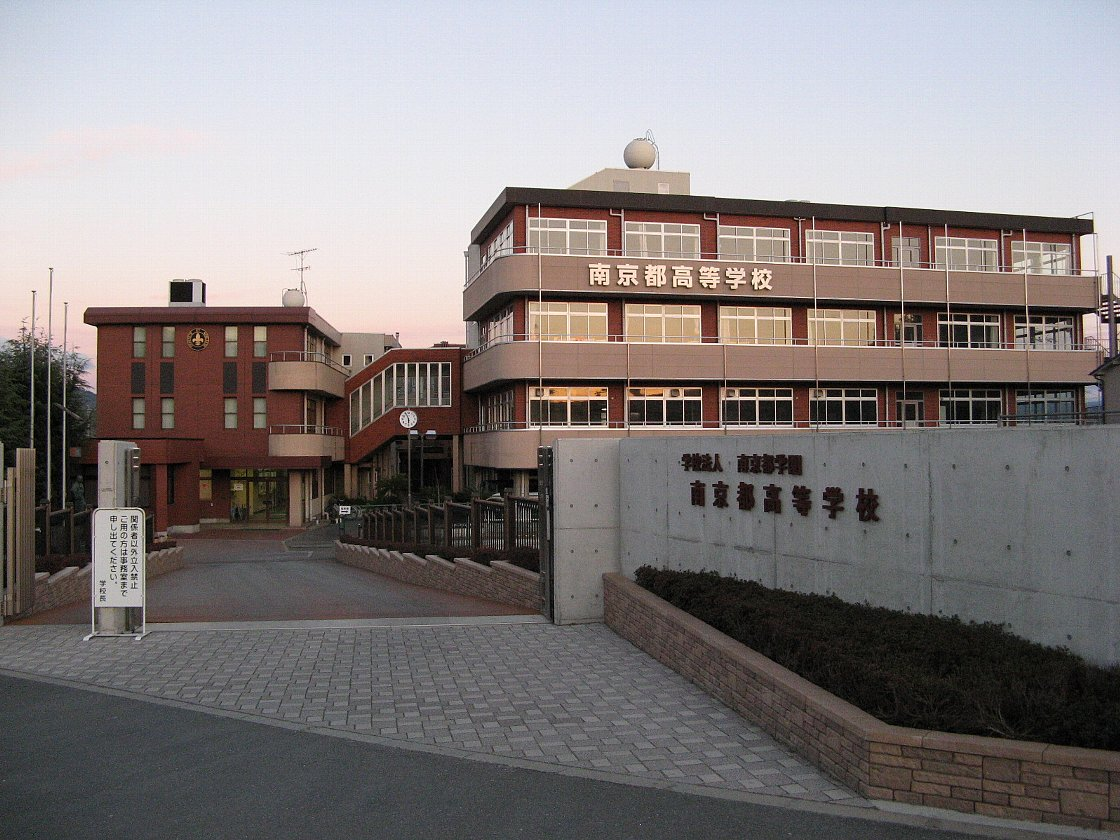
京都廣学館高等学校

2012年7月10日に京都府内で初めて、全小中学校にドライミストの発生装置を取り付けた。
京都精華大学および京都精華学園中学校・高等学校は京都市左京区に所在し、精華町とは無関係である。

### 大学
府立
- 京都府立大学精華キャンパス

### 高等学校
私立
- 京都廣学館高等学校

### 中学校
合計生徒数1138人（2017年5月1日）
町立
- 精華町立精華中学校
- 精華町立精華南中学校
- 精華町立精華西中学校

| 1951年 | 1988年 | 1997年 | 小学校区 |
| ------ | ------ | ------ | -------- |
| 精華   | 精華   | 精華   | 精北     |
| 精華   | 精華   | 精華   | 川西     |
| 精華   | 精華   | 精華   | 精華台   |
| 精華   | 精華南 | 精華西 |          |
| 精華   | 精華南 | 精華西 | 東光     |
| 精華   | 精華南 | 精華南 | 山田荘   |

### 小学校
合計生徒数2366人（2017年5月1日）
町立
- 精華町立精華台小学校
- 精華町立東光小学校
- 精華町立山田荘小学校
- 精華町立川西小学校
- 精華町立精北小学校

| 1951年             | 1978年             | 1993年 | 2001年 |
| ------------------ | ------------------ | ------ | ------ |
| 川西               | 精北               | 精北   | 精北   |
| 川西               | 川西               | 川西   | 川西   |
| 川西               | 川西               | 川西   | 精華台 |
| 山田荘             |                    |        |        |
| （山田荘）東畑分校 | （山田荘）東畑分校 | 東光   | 東光   |

### 幼稚園
- 精華聖マリア幼稚園
- 学校法人 はちす学園 星の光幼稚園
- 学校法人 山城精華学園 光が丘幼稚園

### 特別支援学校
府立
- 京都府立南山城支援学校

## 交通

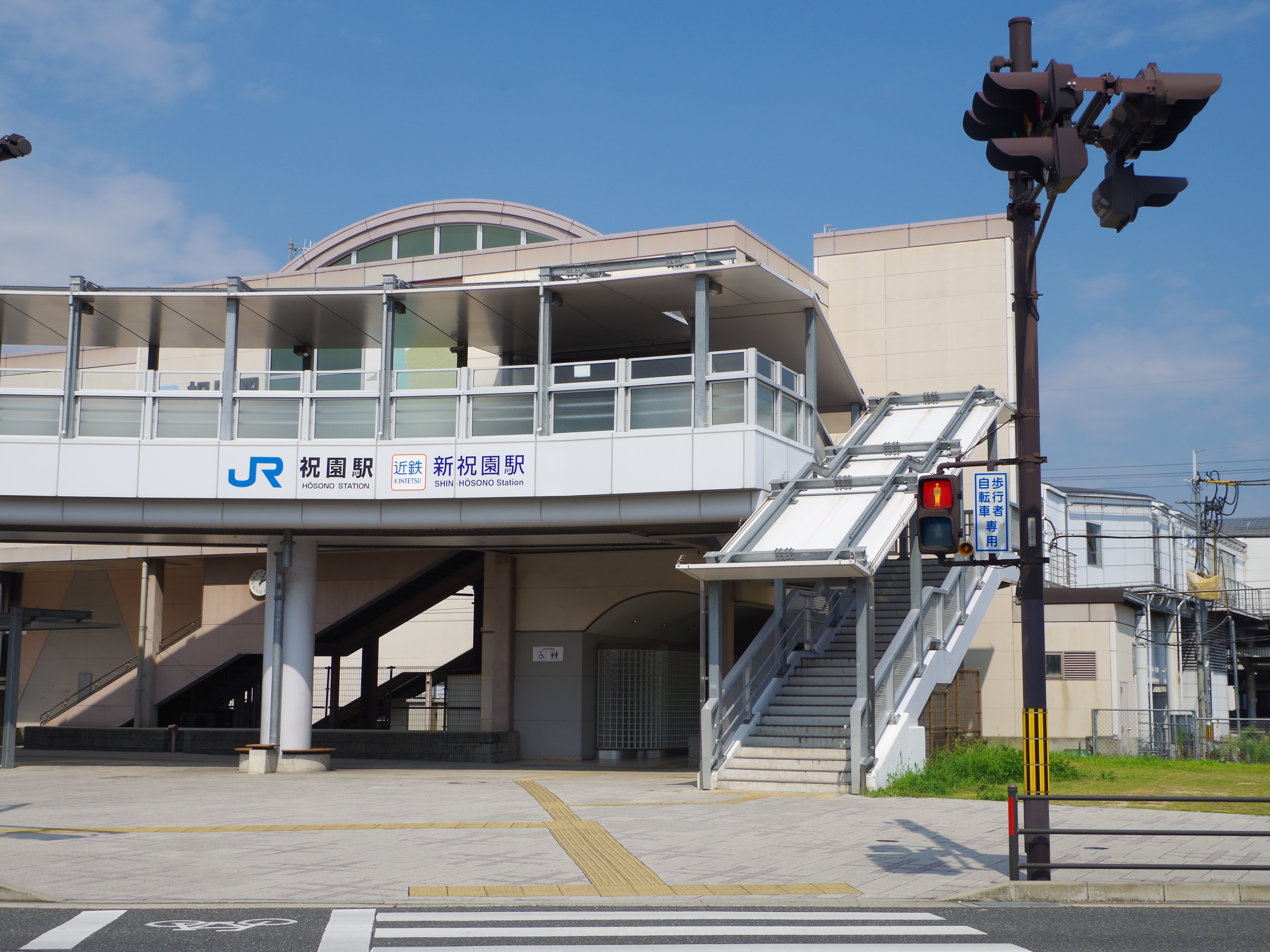
祝園駅・新祝園駅共同駅舎

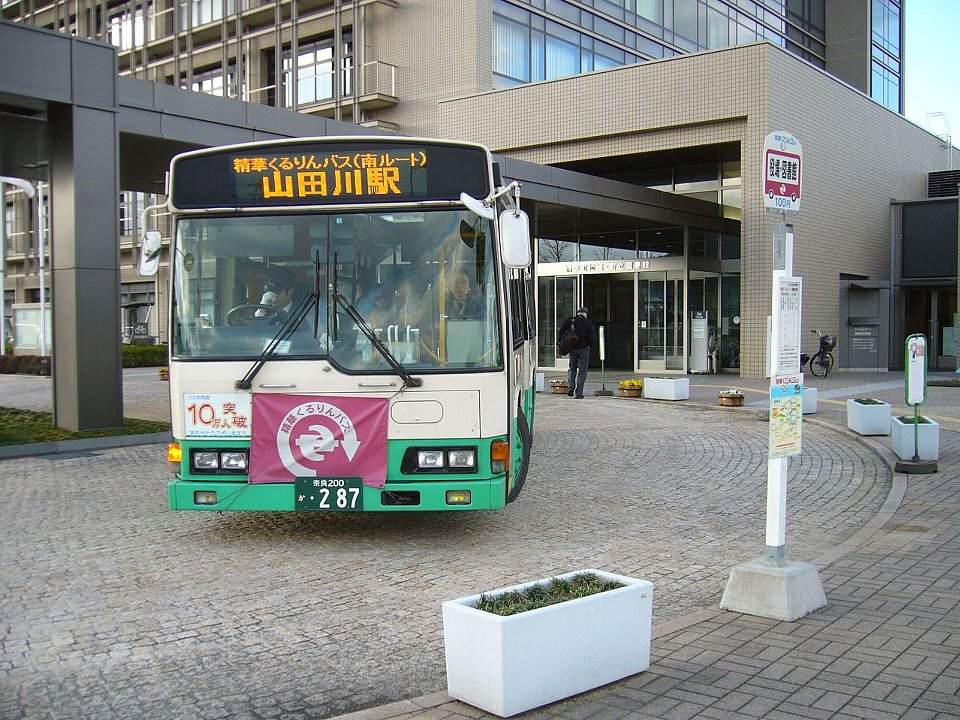
精華くるりんバス

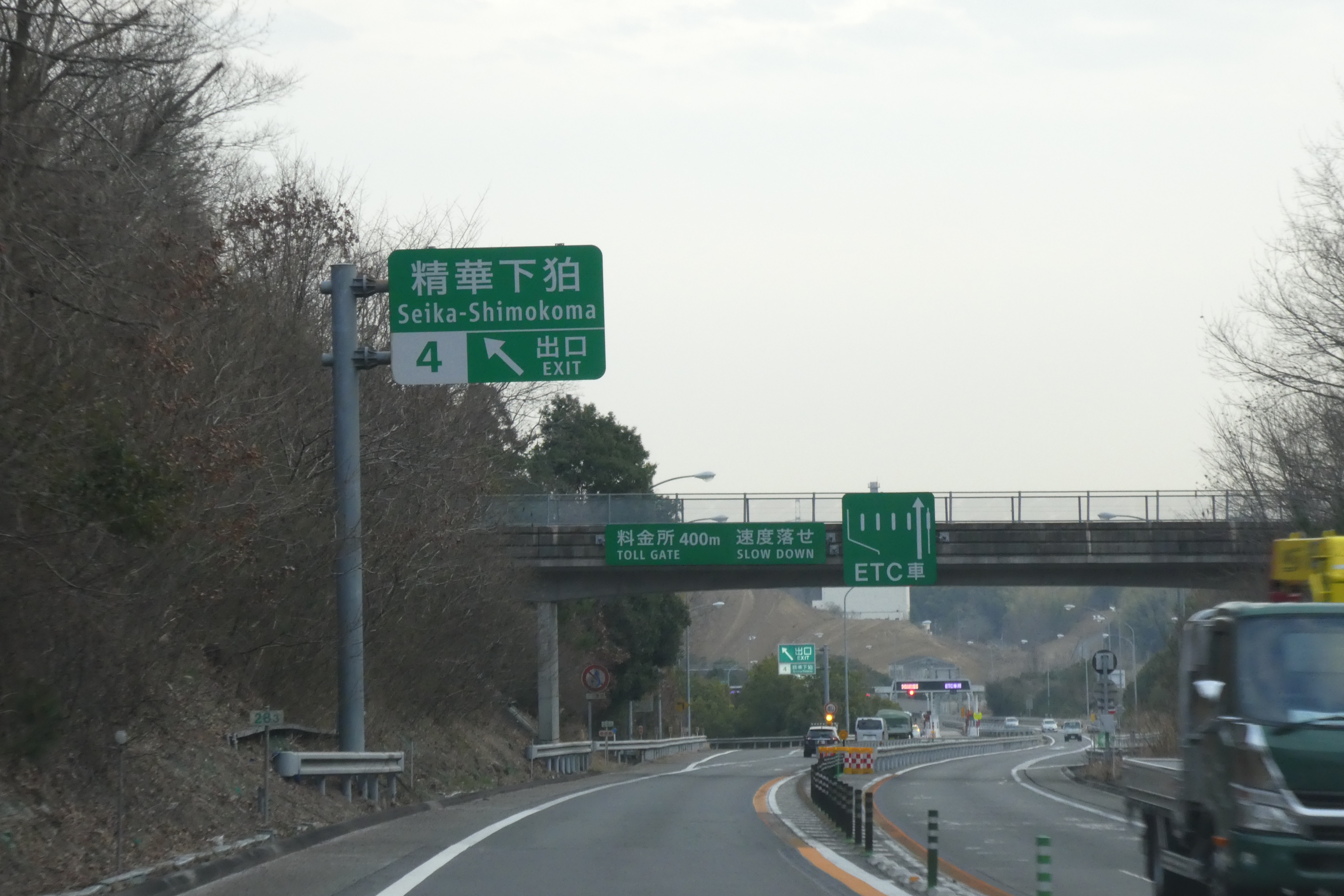
精華下狛IC

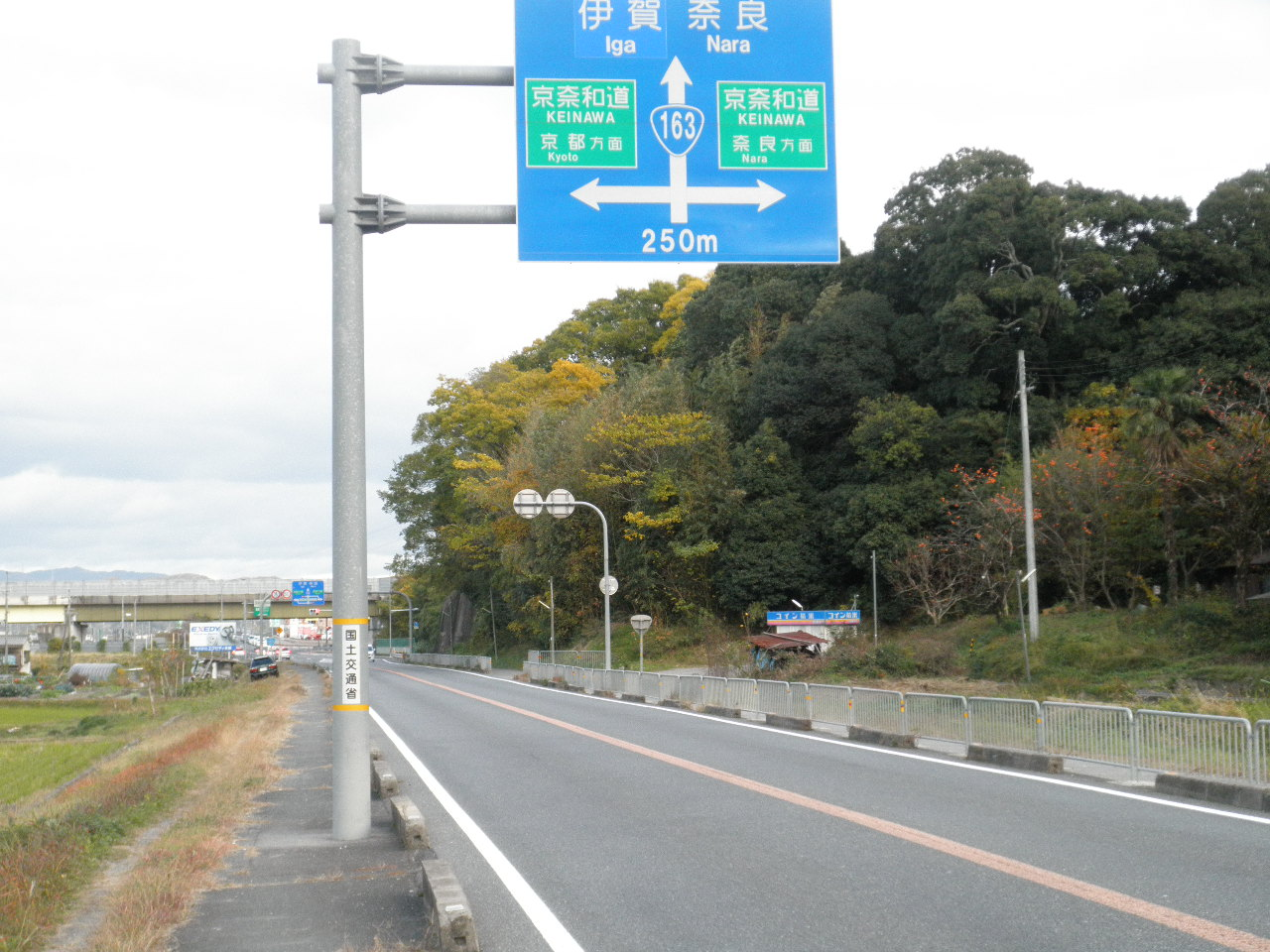
町内の東西部を結ぶ国道163号
山田で撮影

### 鉄道
中心となる駅：祝園駅・新祝園駅（両駅は隣接している）

#### 鉄道路線
西日本旅客鉄道（JR西日本）
片町線（学研都市線）：祝園駅 - 下狛駅
近畿日本鉄道（近鉄）
京都線：狛田駅 - 新祝園駅 - （木津川市）- 山田川駅

### バス

#### 路線バス
- 奈良交通バス - 平城営業所管轄
- 精華くるりんバス 1乗車100円。
  - エヌシーバス郡山営業所が受託。

### 道路

#### 高速道路
西日本高速道路（NEXCO西日本）
- E24京奈和自動車道：- 精華下狛IC - 精華学研IC - 山田川IC -

#### 国道
- 国道24号（自動車専用道路）
- 国道163号
  - 学研都市連絡道路（柘榴バイパス・山田川バイパスいずれも1970年開通）

#### 府道
主要地方道
- 京都府道22号八幡木津線
  - 山手幹線
- 奈良県道・京都府道52号奈良精華線
- 奈良県道・京都府道65号生駒井手線
- 大阪府道・京都府道71号枚方山城線
- 奈良県道・京都府道72号生駒精華線

一般府道
- 京都府道326号けいはんな記念公園木津線
- 京都府道328号相楽台桜が丘線
- 京都府道801号京都八幡木津自転車道線（京奈和自転車道）

## 観光

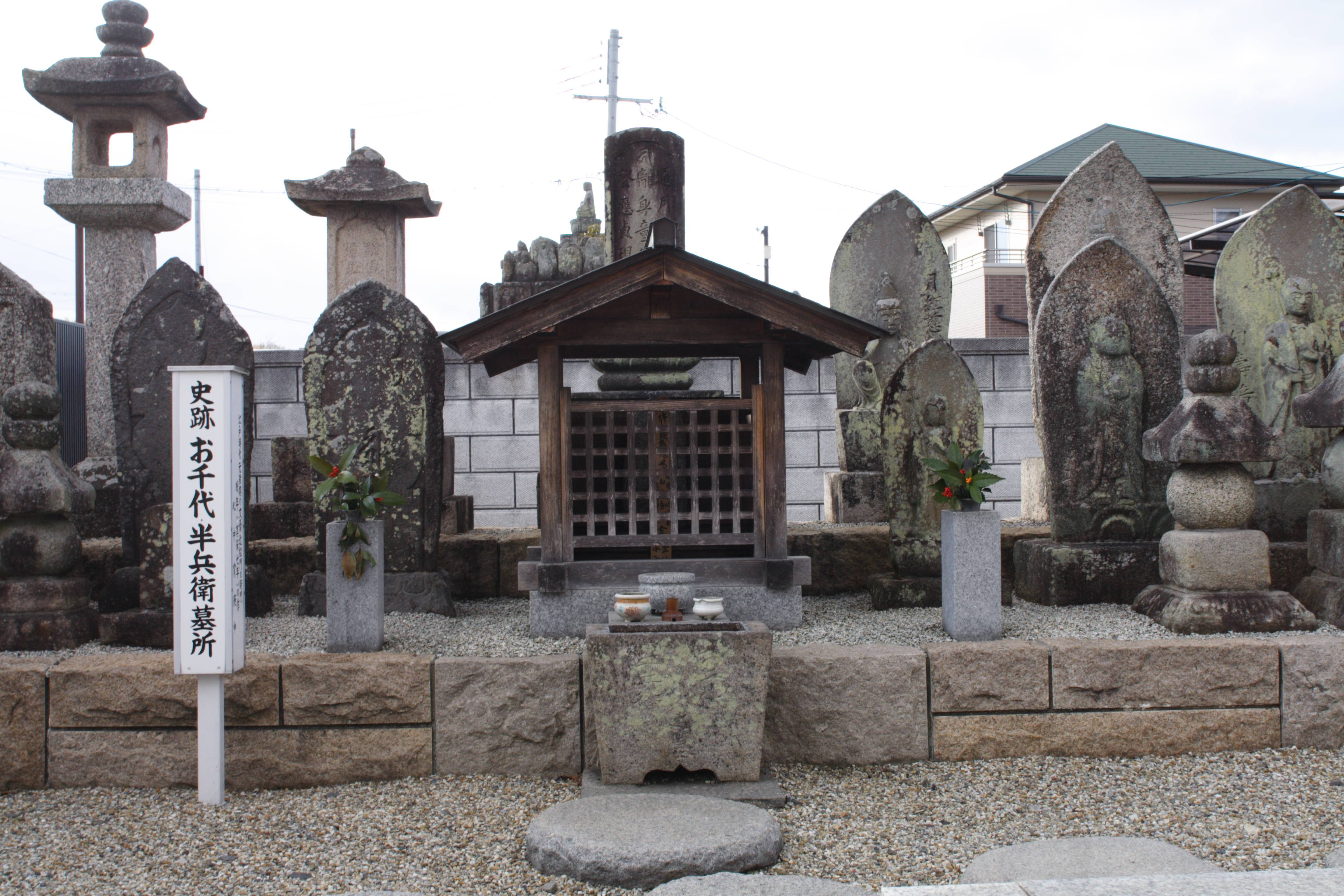
来迎寺境内にある「お千代と半兵衛の墓」

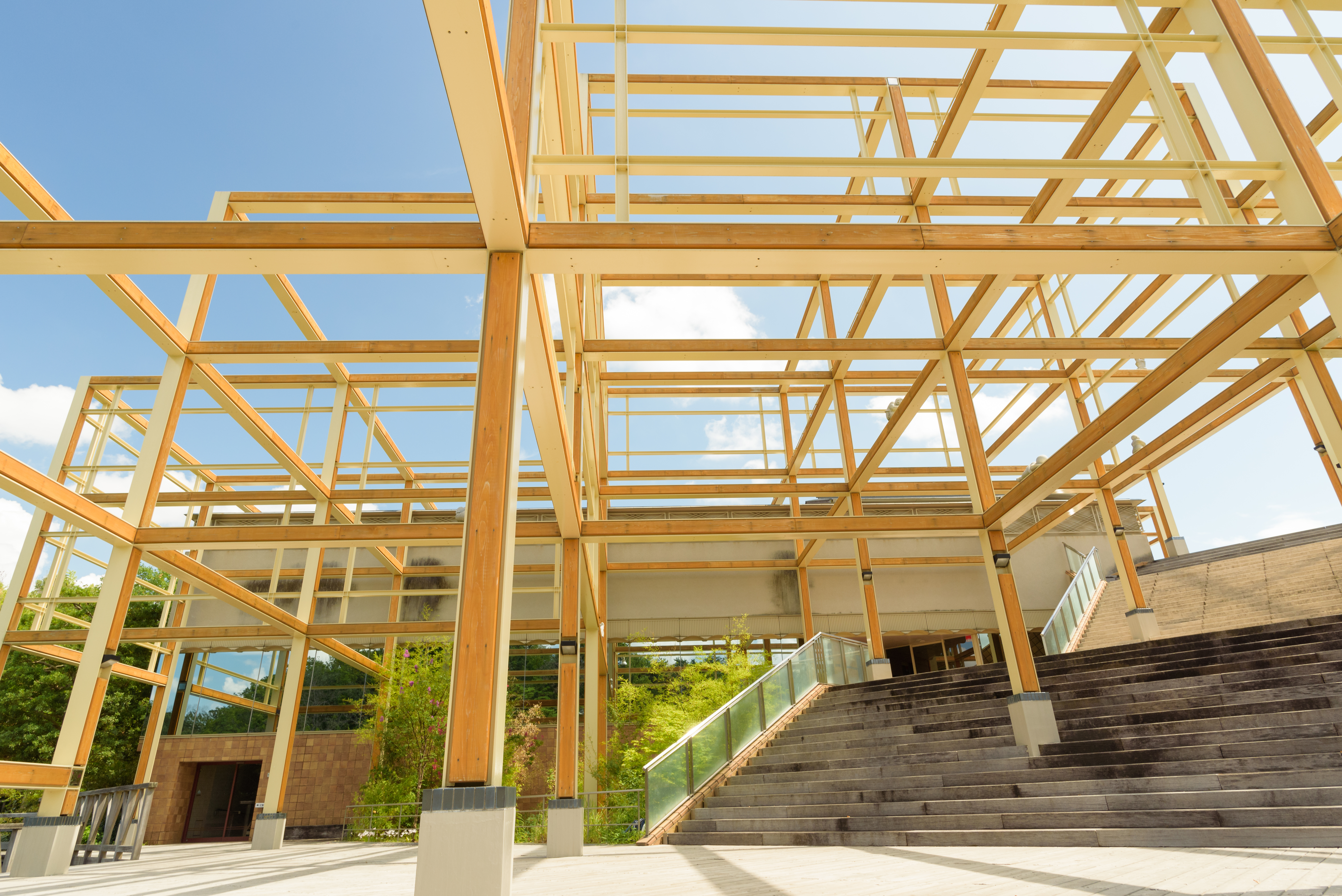
けいはんな記念公園
水景園「観月楼」

### 名所・旧跡
主な神社
- 稲植神社
- 鞍岡神社
- 武内神社
- 東畑神社 - 嶽山の中腹にあり、スサノオノミコトを祭る。
- 祝園神社 - 奇祭いごもり祭が行われる。

主な寺院
- 常念寺
- 来迎寺 - 近松門左衛門の心中物「心中宵庚申」の主人公、お千代と半兵衛の墓がある。

主な史跡
- いずもり

主な遺跡
- 丸山古墳

### 観光スポット
- けいはんなプラザ・・・1000名収容の大ホールでイベント開催、同じ建物内にはホテル、郵便局、カフェなども併設されている。
- 国立国会図書館関西館

レジャー
- 花空間けいはんな（京都フラワーセンター） - 2009年3月31日閉園。同4月1日付にて京都府農林水産技術センター生物資源研究センター研究ほ場 - archive.today（2013年4月27日アーカイブ分）となるが、2010年9月閉所。2011年4月27日から京都府立大精華キャンパスとなり、公園部分は以前と同様一般公開をしている(休止日あり)。|
- 私のしごと館 - 2010年3月31日で閉館。その後買い手がつかず、現在は「けいはんなオープンイノベーションセンター(KICK)」となっている。
- けいはんな記念公園

## 文化・名物

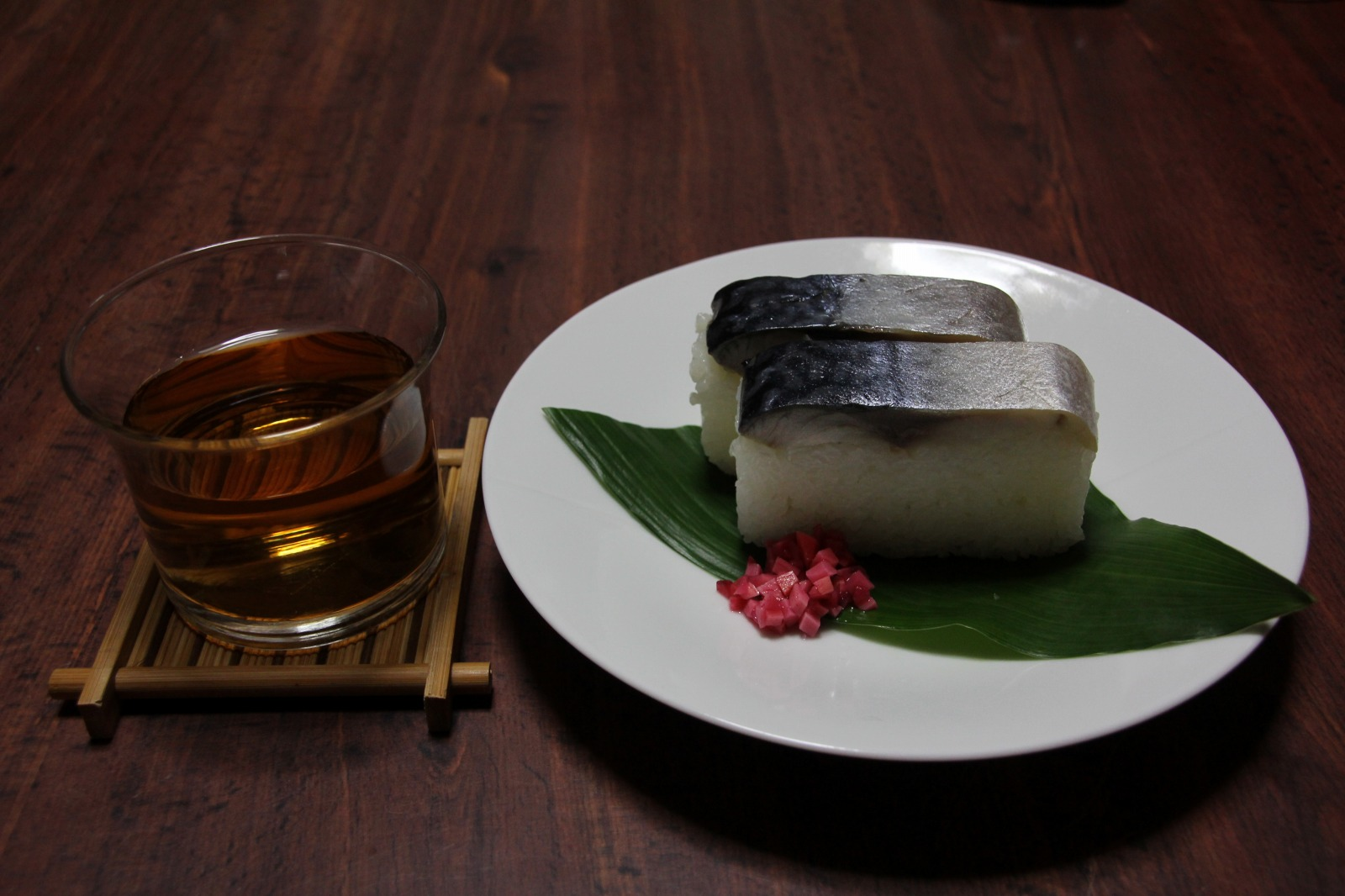
鯖寿司

### 祭事・催事
- いごもり祭（祝園神社、1月）

### 名産・特産
- イチゴ
- エビイモ
- 鯖寿司
- 洛いも焼酎　精華の夢

## 出身関連著名人

### 出身著名人
- 稲蜂間仲村女（奈良時代の女官）
- 押川カズヒロ（せきずい）
- 杉嶋亮作（NHKアナウンサー）
- 渡辺美里（歌手）
- 松田功己（ジャグラー）
- 安場 泰介（丸亀じゃんご）
- 松尾汐恩（野球選手）

### マスコット

#### 京町セイカ
精華町は2013年7月5日に地方自治体としては初めて漫画作成ソフト「コミPo!」を採用した女性姿の広報キャラクターを発表、同日から8月7日まで愛称を公募し竹熊健太郎を座長とする「精華町キャラクター愛称検討会議」による審議の結果、同年9月9日に「京町セイカ（きょうまちせいか）」と名づけたことを公表し、同時に「コミPo!」で自由に利用できる3Dモデルデータを公開した。町ではこれを広報誌やTwitterのほか、同年10月29日には情報通信研究機構ユニバーサルコミュニケーション研究所の開発したデジタルサイネージで立体視できるキャラクターに採用するなどの活用をしている。2014年7月5日から30日まで京町セイカ誕生1周年を記念して町役場では公募作品の展示会を開催した。同年10月には音楽ファイルを解析して3DCGキャラクターを自動的に躍らせるソフト「キャラみんOMP（おんぷ）」用3Dモデルとその動画を公開、将来的には町民が体を動かす健康イベントの企画にも繋げたい意向だという。2014年11月に全国からキャラクターとその運営者が集まって開催された「萌えキャラ学会」に出席して講演などを行ったが、その場に他のキャラクターに扮したコスプレイヤーも居たことから京町セイカについてもより情報発信力を増すために公式コスプレイヤーの公募を検討したいとしている。2015年11月27日から、クラウドファンディングでVOICEROID化するための資金募集を行い、同年12月8日に目標金額に達したためVOICEROID化が決定。2016年6月10日に「VOICEROID 京町セイカ」が発売された。声優は立花理香。2018年5月 5周年イラストはtwotwotwoがイラスト制作。 2020年7月5日にYouTuberとして活動開始、企画・制作はゆにクリエイト。2021年1月11日にはクラウドファンディングで目標金額に達したことによりSynthesizer Vを用いた歌唱音源の制作が決定し、2022年1月27日に発売。後にAI版も制作された。同年11月26日にはクラウドファンディングで目標金額に達したことによりVOICEPEAKを用いたテキスト読み上げ用音源の制作が決定した。2023年10月15日発売。
株式会社ハンクルズが調査する、ご当地キャラクター人気ランキングでは、ゆるキャラを含む総勢4390体あまりに及ぶキャラクターの中で、全国4位（京都府下1位）を記録している（2022年10月7日時点）。
キャラクターとしての京町セイカ
容姿はおかっぱの黒髪に、緑色の瞳と同系統の色で統一されたヘッドセット、袖なしのスーツ、アームウォーマー、ブーツを着用した女性。これらの配色はヘッドセットやスーツの左胸にあしらわれた町章の色に合わせてあり、「関西文化学術研究都市」の最先端科学と『日本書紀』にも名の残る歴史を持つ町を表すものとして「『過去・現在・未来』を行き来する未来からの使者」を基本コンセプトとしてデザインされた。
- プロフィール
  - 身長：151.5cm
  - 誕生日：7月5日
  - 年齢：23歳